# Burg Lipnice

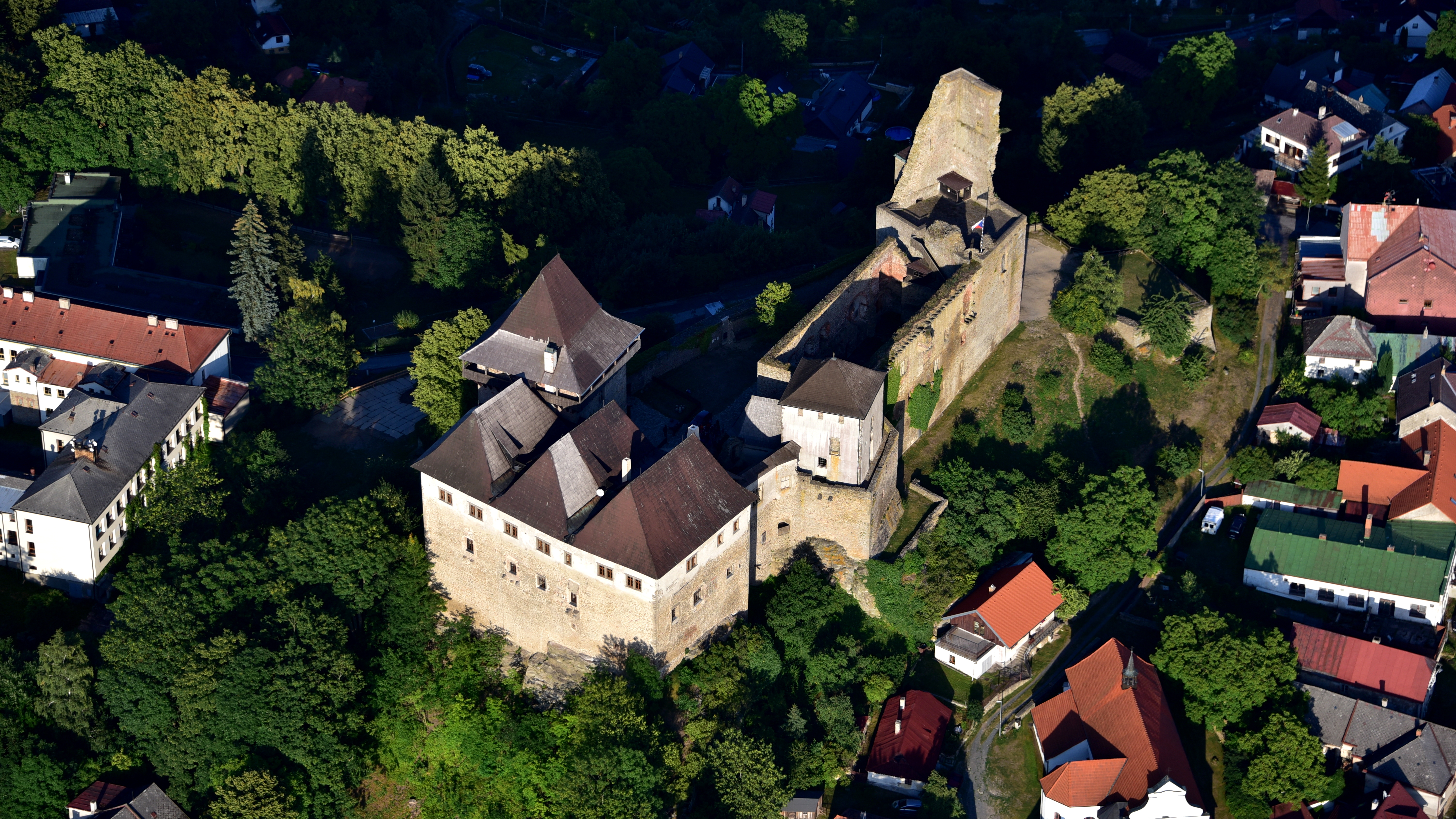
Burg Lipnice, Luftaufnahme (2018)

Die Burg Lipnice (deutsch Burg Lipnitz) gehört zur gleichnamigen Gemeinde Lipnice nad Sázavou im Okres Havlíčkův Brod in Tschechien.

## Geschichte
Die Burg Lipnice wurde Anfang des 14. Jahrhunderts vom mährischen Landeshauptmann Raimund von Lichtenburg errichtet, dem auch das unweit gelegene Deutschbrod gehörte. Erstmals erwähnt wurde die Burg im Jahre 1314 mit der Nennung eines Burggrafen Bernhard. 1316 verpfändete Heinrich von Lichtenburg (Jindřich z Lichtenburka) Lipnitz dem böhmischen König Johann von Luxemburg. Als dieser 1319 in den Besitz von Lipnitz gelangte, überschrieb er es dem mächtigen und einflussreichen Heinrich von Leipa als Abgeltung für das dem König überlassene Zittau. Nach Heinrichs Tod 1329 erbten dessen Besitz seine Söhne, die 1335 auf der Burg Lipnitz den König Johann und dessen Sohn, den Markgrafen Karl IV. beherbergten. Als König gelangte Karl IV. an Burg und Herrschaft Lipnitz, dem er 1370 die Stadtrechte verlieh. 1376 verkaufte er beides den Herren von Kunstadt, die es 1379 dem Witiko von Landstein (Vítek z Landštejna) veräußerten, der vermutlich schon ein Jahr später starb. Erbe wurde dessen ältester Sohn Wilhelm (Vílém), der sich nach der Burg Lipnitz auch als Wilhelm von Lipnitz (Vilém z Lipnice) bezeichnete, das ihm König Wenzel erbrechtlich übertrug. Nach Wilhelms Tod 1398 gelangten Burg und Herrschaft Lipnitz an dessen Tochter Katharina/Kateřina, die mit dem Oberstburggrafen von Prag, Vinzenz von Wartenberg verheiratet war. Durch die Heirat und Katharinas frühen Tod fielen ihm deren Besitzungen zu. Nach seinem Tod 1425 gelangte Lipnitz an Ulrich II. von Rosenberg. Er verlor seinen Lipnitzer Besitz an den Taboriten Jan Smil von Křemže. Nachdem dieser 1436 von Ulrich gefangen genommen worden war und auf der Burg Krumlov den Tod gefunden hatte, gelangte die Herrschaft Lipnitz an den Hussiten Nikolaus I. Trčka von Lípa, der 1453 starb. Dessen Sohn Burian war ein Anhänger des Königs Georg von Podiebrad. Sein gleichnamiger Sohn, Burian II. Trčka von Lípa, stieg zum Unterkämmerer von Böhmen auf. Er und sein Sohn Jan bauten Anfang des 15. Jahrhunderts die Burg Lipnitz zu einer Residenz im spätgotischen Stil um.
1561 wurde Lipnitz von Graf Franz von Thurn erworben, der die Burg im Stil der Renaissance umbauen ließ. Sein Sohn Heinrich Matthias von Thurn wurde 1567 auf der Burg Lipnitz geboren. 1593 wurden Burg und Herrschaft von Jan Rudolf Trčka von Lípa erworben, dessen Vermögen ein Jahr nach seinem Tod 1634 vom Kaiser Ferdinand III. beschlagnahmt wurde. 1636 erwarb Lipnitz der burgundische Adlige Matthäus 
Vernier de Rougemont und Orchamp, kaiserlicher Kämmerer und Obristwachtmeister, 1645 besetzte nach der Schlacht bei Jankau der schwedische General Robert Graf Douglas die Burg und ließ sie zu großen Teilen zerstören. Nach weiteren Besitzerwechseln gelangte Lipnitz im 19. Jahrhundert an die Trauttmansdorff, denen die Burg lediglich als Verwaltungssitz diente. 1869 zerstörte ein Brand weite Teile der Burg, die nicht wieder bewohnt wurde. Um einen weiteren Verfall zu verhindern, wurde 1913 mit Instandsetzungs- und Sicherungsarbeiten begonnen. 1924 wurde die Burg vom Tschechoslowakischen Touristenclub (KČT) erworben. Die Instandsetzungsarbeiten wurden bis 1953 fortgeführt, als die Burg in Staatsbesitz überging. In den 1970er und 1980er Jahren erfolgte eine teilweise Rekonstruktion.